# Карасаи
Карасаи (итал. Carassai) насеље је у Италији у округу Асколи Пичено, региону Марке.
Према процени из 2011. у насељу је живело 587 становника. Насеље се налази на надморској висини од 321 м.

## Становништво
| 1936. | 1951. | 1961. | 1971. | 1981. | 1991. | 2001. | 2011. |
| ----- | ----- | ----- | ----- | ----- | ----- | ----- | ----- |
| 2.631 | 1.901 | 2.598 | 1.831 | 1.461 | 1.371 | 1.263 | 1.116 |